# 1939年のメジャーリーグベースボール
以下は、メジャーリーグベースボール（MLB）における1939年のできごとを記す。
1939年4月14日に開幕し10月8日に全日程を終え、。ナショナルリーグはシンシナティ・レッズが1919年の初優勝以来2度目のリーグ優勝で、アメリカンリーグはニューヨーク・ヤンキースが4年連続11度目の優勝となった。
ワールドシリーズはニューヨーク・ヤンキースがシンシナティ・レッズを4勝0敗で破りシリーズ4連覇を果たした。ヤンキースのリーグ及びシリーズ4連覇はメジャーリーグ史上初めての例で、この後に1948年から1952年までの同じヤンキースのリーグ及びシリーズ5連覇に続く記録となった。またリーグ5連覇はヤンキースが1960年から1964年まで再び果たしている。
1938年のメジャーリーグベースボール - 1939年のメジャーリーグベースボール - 1940年のメジャーリーグベースボール

## できごと
アメリカンリーグは常勝ヤンキースが2位レッドソックスに17ゲームの大差をつけて106勝を上げた。前年のジョー・ゴードンに続いて新人のチャーリー・ケラーが頭角を現し、この年に引退を余儀なくされたルー・ゲーリッグに代わってベーブ・ダールグレンが一塁を守り、ルース、ゲーリッグの殺人打線の時代からメンバーは変わった。ジョー・ディマジオが打率.381で初の首位打者となりリーグMVPも獲得した。レッド・ロルフ三塁手が最多安打（213本）と最多得点139を記録している。
一方ナショナルリーグは、シンシナティ・レッズがフランク・マコーミック（打率.332・打点128・本塁打18本）一塁手が打点王を取って唯一の3割打者で、他にアーニー・ロンバルディ（打率.287・本塁打20本）が打線の中心であった。投手陣がバッキー・ウォルターズ が27勝・防御率2.29・奪三振137で、最多勝・最優秀防御率・最多奪三振のタイトルに輝きリーグMVPも獲得して、デリンジャーが20勝を上げてリーグ優勝した。
ワールドシリーズはヤンキースが4連勝して、これで1937年からシリーズ9連勝となり、1927年から1932年までのシリーズ12連勝に続く記録となった。2年後のシリーズ第1戦に勝ったが第2戦に敗れて結局10連勝で終わった。

### テッド・ウイリアムズのデビュー
この年に21歳でメジャーデビューして、いきなり打率.327、本塁打31本、打点145の成績をあげた選手がいて、ボストン・レッドソックスに所属しこの年打点王のタイトルを獲得した。後に首位打者となったジョー・ディマジオの終生のライバルとなり、三冠王を2回達成し4割打者にもなったこの打者こそテッド・ウィリアムズである。

### ルー・ゲーリッグの引退
1925年6月1日に代打出場し翌2日に一塁手としてレギュラー入りしてから、足かけ14年間1試合も休まず、その間に首位打者1回、本塁打王3回、打点王5回に輝き1934年に三冠王となった
ルー・ゲーリッグは1939年5月2日にジョー・マッカーシー監督に自ら出場辞退を告げて、連続試合出場は2130試合で終止符を打った。前年のシーズン半ばから自身の体調に異変が生じていた。シーズンオフに医師と相談したが原因がわからず、この年のキャンプに参加した時にジョー・ディマジオはその動きの緩慢さに驚いた。出場を辞退した後に、専門医に診てもらったところ筋萎縮性側索硬化症であることが分かった。6月21日にヤンキースはゲーリッグの引退を発表した。そして7月4日にゲーリッグ感謝デーを開催し、ベーブ・ルースもニューヨーク市長も参加したこの引退式の場でルー・ゲーリッグは「自分は世界で一番幸せな男です」と述べてヤンキー・スタジアムを去った。

### 野球博物館の開館
1939年6月12日、ニューヨーク州クーパースタウンで野球博物館のオープニングセレモニーが開かれた。ランディス・コミッショナー、ハーリッジ会長（アメリカンリーグ）、フリック会長（ナショナルリーグ）、ウイリアム・ブラバム会長（ナショナル・アソシエーション）の4人が共同でテープカットされた。そしてコミッショナーが「私は今ここに野球誕生の地クーパースタウンに、ナショナル・ベースボール・ホール・オブ・フェイム・アンド・ミュージアムが開館したことを宣言する。願わくばクリーンプレーとグッドスポーツマンシップの象徴として永遠に存続し続けんことを・・・」と高らかに宣言した。3年前から殿堂入りの選手等の選出を行っていたので、開館日には多数の関係者が参列した。タイ・カッブ、ベーブ・ルース、ウォルター・ジョンソン、ホーナス・ワグナー、サイ・ヤング、トリス・スピーカー、ナップ・ラジョイなどのかつての大選手が出席した。

### テレビの野球中継
1939年8月26日、ニューヨーク市ブルックリンのエベッツ・フィールドで行われたブルックリン・ドジャーズ対シンシナティ・レッズの試合がテレビジョンの電波に初めて乗って放送された。その後、ブルックリンの試合は週1回エンパイアーステートビルの屋上にあるテレビ局から流されている。
なおこの初のテレビ中継の実況担当アナウンサーはレッド・バーバーで、彼はチーム専属アナウンサーのパイオニア的存在であり、1934年にシンシナティ・レッズに所属し史上初のナイトゲームを実況し、この年1939年にブルックリン・ドジャースの専属になり、後にジャッキー・ロビンソンのメジャーデビュー試合を実況したり、やがてヤンキースに移り、1961年のロジャー・マリスの61号本塁打達成を実況している。

### 規則の改訂
- マウンド上での投手の足と投手板の位置に関する規定が設けられた。
- 犠牲フライの規則が1年だけ適用された。得点が入る場合に限りその打席は打数から除かれた。
- ワールドシリーズの審判員が6人体制となった。ただ4人が出場し2人が控えであった。

## 最終成績

### レギュラーシーズン
| 順 | チーム                           | 勝利 | 敗戦 | 勝率 | G差  |
| -- | -------------------------------- | ---- | ---- | ---- | ---- |
| 1  | ニューヨーク・ヤンキース         | 106  | 45   | .702 | --   |
| 2  | ボストン・レッドソックス         | 89   | 62   | .589 | 17.0 |
| 3  | クリーブランド・インディアンス   | 87   | 67   | .565 | 20.5 |
| 4  | シカゴ・ホワイトソックス         | 85   | 69   | .555 | 22.0 |
| 5  | デトロイト・タイガース           | 81   | 73   | .526 | 26.5 |
| 6  | ワシントン・セネタース           | 65   | 87   | .428 | 41.5 |
| 7  | フィラデルフィア・アスレチックス | 55   | 97   | .362 | 51.5 |
| 8  | セントルイス・ブラウンズ         | 43   | 111  | .279 | 64.5 |

| 順 | チーム                       | 勝利 | 敗戦 | 勝率 | G差  |
| -- | ---------------------------- | ---- | ---- | ---- | ---- |
| 1  | シンシナティ・レッズ         | 97   | 57   | .630 | --   |
| 2  | セントルイス・カージナルス   | 92   | 61   | .601 | 4.5  |
| 3  | ブルックリン・ドジャース     | 84   | 69   | .549 | 12.5 |
| 4  | シカゴ・カブス               | 84   | 70   | .545 | 13.0 |
| 5  | ニューヨーク・ジャイアンツ   | 77   | 74   | .510 | 18.5 |
| 6  | ピッツバーグ・パイレーツ     | 68   | 85   | .444 | 28.5 |
| 7  | ボストン・ビーズ             | 63   | 88   | .417 | 32.5 |
| 8  | フィラデルフィア・フィリーズ | 45   | 106  | .298 | 50.5 |

### オールスターゲーム
- ナショナルリーグ 1 - 3 アメリカンリーグ

### ワールドシリーズ
- ヤンキース 4 - 0 レッズ

| 10/4 – | レッズ     | 1 | - | 2 |  | ヤンキース |
| 10/5 – | レッズ     | 0 | - | 4 |  | ヤンキース |
| 10/7 – | ヤンキース | 7 | - | 3 |  | レッズ     |
| 10/8 – | ヤンキース | 7 | - | 4 |  | レッズ     |

## 個人タイトル

### アメリカンリーグ
| 項目   | 選手                       | 記録 |
| ------ | -------------------------- | ---- |
| 打率   | ジョー・ディマジオ (NYY)   | .381 |
| 本塁打 | ジミー・フォックス (BOS)   | 35   |
| 打点   | テッド・ウィリアムズ (BOS) | 145  |
| 得点   | レッド・ロルフ (NYY)       | 139  |
| 安打   | レッド・ロルフ (NYY)       | 213  |
| 盗塁   | ジョージ・ケース (WS1)     | 51   |

| 項目   | 選手                       | 記録 |
| ------ | -------------------------- | ---- |
| 勝利   | ボブ・フェラー (CLE)       | 24   |
| 敗戦   | バーン・ケネディ (DET/SLA) | 20   |
| 防御率 | レフティ・グローブ (BOS)   | 2.54 |
| 奪三振 | ボブ・フェラー (CLE)       | 246  |
| 投球回 | ボブ・フェラー (CLE)       | 296⅔ |
| セーブ | ジョニー・マーフィー (NYY) | 19   |

### ナショナルリーグ
| 項目   | 選手                         | 記録 |
| ------ | ---------------------------- | ---- |
| 打率   | ジョニー・マイズ (STL)       | .349 |
| 本塁打 | ジョニー・マイズ (STL)       | 28   |
| 打点   | フランク・マコーミック (CIN) | 128  |
| 得点   | ビリー・ワーバー (CIN)       | 115  |
| 安打   | フランク・マコーミック (CIN) | 209  |
| 盗塁   | スタン・ハック (CHC)         | 17   |
| 盗塁   | リー・ハンドリー (PIT)       | 17   |

| 項目   | 選手                             | 記録 |
| ------ | -------------------------------- | ---- |
| 勝利   | バッキー・ウォルターズ (CIN)     | 27   |
| 敗戦   | マックス・ブッチャー (PHI / PIT) | 17   |
| 敗戦   | ボブ・クリンジャー (PIT)         | 17   |
| 防御率 | バッキー・ウォルターズ (CIN)     | 2.29 |
| 奪三振 | クラウド・パッソー (PHI / CHC)   | 137  |
| 奪三振 | バッキー・ウォルターズ (CIN)     | 137  |
| 投球回 | バッキー・ウォルターズ (CIN)     | 319  |
| セーブ | ボブ・ボウマン (STL)             | 9    |
| セーブ | クライド・ショーン (STL)         | 9    |

## 表彰

### シーズンMVP
- アメリカンリーグ ： ジョー・ディマジオ （NYY）
- ナショナルリーグ ： バッキー・ウォルターズ （CIN）

### アメリカ野球殿堂入り表彰者
BBWAA投票
- エディ・コリンズ
- ウィリー・キーラー
- ジョージ・シスラー

BBWAA特別選出
- ルー・ゲーリッグ

ベテランズ委員会選出
- キャップ・アンソン
- バック・ユーイング
- チャールズ・ラドボーン
- チャールズ・コミスキー (発展貢献者/監督)
- キャンディ・カミングス (発展貢献者)
- アルバート・スポルディング (発展貢献者)